# Vallesia antillana
Vallesia antillana är en oleanderväxtart som beskrevs av R. E. Woodson. Vallesia antillana ingår i släktet Vallesia och familjen oleanderväxter. Inga underarter finns listade i Catalogue of Life.